# Andrew L. Riker

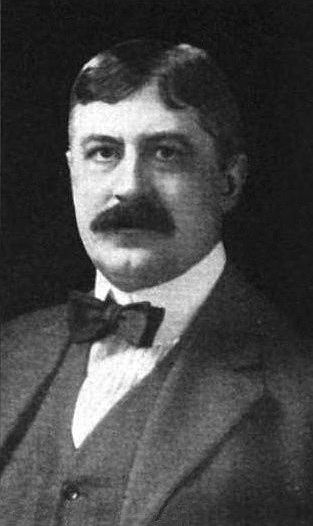
Andrew L. Riker.

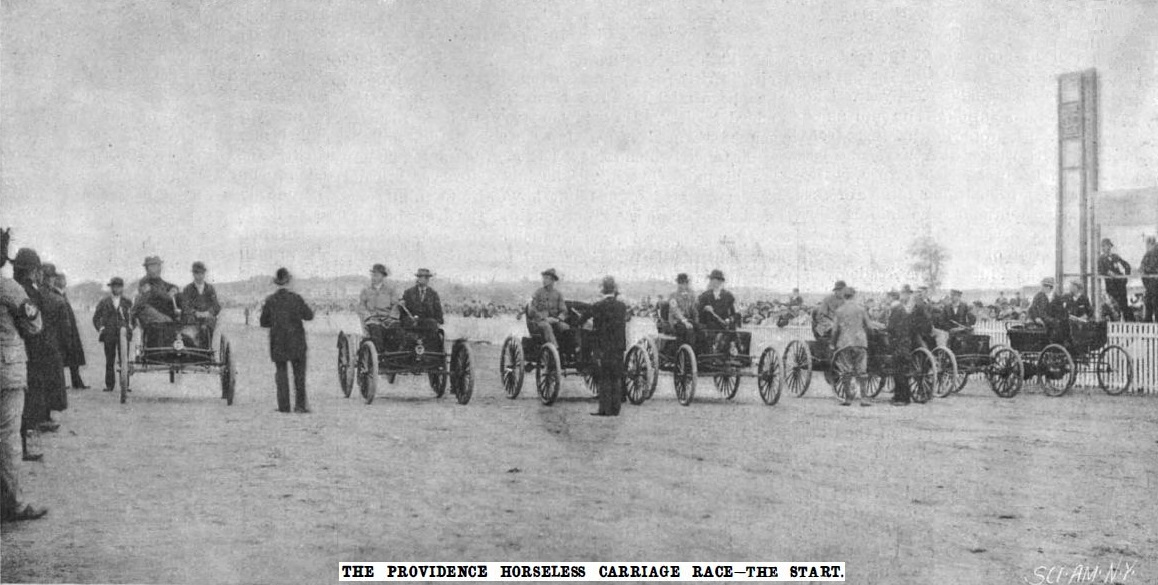
Providence Horseless Carriage Race (sept. 1896).

Andrew Lawrence Riker (1868–1930) a fost un designer de automobile timpuriu cunoscut pentru că a ajutat industria auto din SUA să treacă de la producția de mașini electrice la cele pe gaz. A început să experimenteze cu vehicule electrice în 1884. A format compania Riker Electric Motor Company în 1888 pentru a produce motoare electrice, iar un an mai târziu a format Riker Motor Vehicle Company în Elizabeth, New Jersey. (Toate articolele de publicitate și știri se referă la locație ca „Elizabethport”.) Compania a fost absorbită de Electric Vehicle Company în 1901.
Riker a fost angajat ulterior de Locomobile pentru dezvoltarea ICE.
Riker a fost co-fondator al Societății de Ingineri de Autovehicule în 1905 și a funcționat ca primul președinte timp de trei ani.